# Charles Alexandre de Croÿ
Charles Alexandre de Croÿ, marchese di Havré, conte di Fontenoy, cavaliere dell'ordine del Toson d'oro (11 marzo 1581 – Bruxelles, 5 novembre 1624), fu un comandante militare e memorialista dal Paesi Bassi asburgici e una vittima d'omicidio.

## Biografia
Charles Alexander nacque nel 1581, figlio di Charles Philippe de Croÿ, marchese di Havré (1549–1613) e Diane de Dammartin, contessa di Fontenoy (1552–1625).
Perseguendo una carriera militare, egli servì in una colonna di soccorso durante l'assedio di Amiens (1597). L'anno successivo accompagnò l' l'arciduca Alberto nel suo viaggio verso la Spagna per sposare l'Infanta Isabella, come gentiluomo di corte.
Nel 1601 divenne capitano di una compagnia di cavalleria d'élite in servizio nell'assedio di Ostenda, e nel 1602 comandante delle quindici Bandes d'ordonnance. Egli trascorse undici mesi come ostaggio degli ammutinati durante l'ammutinamento di Hoogstraten, durante i quali egli cominciò a scrivere le sue memorie, che furono poi pubblicati postume nel 1642.
Il 27 maggio 1605 fu nominato nel Consiglio dei guerra dell'Arciduca. Nel 1606 rappresentò l'arciduca al matrimonio del figlio ed erede del duca di Lorena, Enrico di Bar, con Margherita Gonzaga.
Nel 1617, in occasione del suo secondo matrimonio, fu investito da cavaliere del Toson d'Oro.
Allo scoppio della guerra dei trent'anni fu distaccato presso l'esercito imperiale e combatté nella battaglia della Montagna Bianca, ma nel 1624 si ritirò dal servizio militare per prendere posizione in un'amministrazione civile. Il 5 novembre 1624 fu colpito a morte attraverso una finestra della sua casa a Bruxelles, presumibilmente da uno dei suoi paggi per vendicare un insulto.

## Ascendenza
|                                                      |                                                        |                                              | Genitori                                                |  |  | Nonni |  |  | Bisnonni                        |  |  | Trisnonni                            |  |
|                                                      |                                                        |                                              |                                                         |  |  |       |  |  | Henry de Croÿ, conte di Porcéan |  |  | Philippe I de Croÿ, conte di Porcéan |  |
|                                                      |                                                        |                                              |                                                         |  |  |       |  |  | Henry de Croÿ, conte di Porcéan |  |  | Philippe I de Croÿ, conte di Porcéan |  |
|                                                      |                                                        | Jacqueline de Luxembourg                     |                                                         |  |  |       |  |  | Henry de Croÿ, conte di Porcéan |  |  |                                      |  |
| Philippe II de Croÿ, principe di Chimay              |                                                        |                                              |                                                         |  |  |       |  |  | Henry de Croÿ, conte di Porcéan |  |  |                                      |  |
|                                                      |                                                        | Charlotte de Châteaubriand                   | René de Châteaubriand, conte di Casan                   |  |  |       |  |  |                                 |  |  |                                      |  |
|                                                      |                                                        | Charlotte de Châteaubriand                   | René de Châteaubriand, conte di Casan                   |  |  |       |  |  |                                 |  |  |                                      |  |
|                                                      |                                                        | Charlotte de Châteaubriand                   | Hélène d'Estouteville                                   |  |  |       |  |  |                                 |  |  |                                      |  |
| Charles Philippe de Croÿ, marchese di Havré          |                                                        | Charlotte de Châteaubriand                   |                                                         |  |  |       |  |  |                                 |  |  |                                      |  |
|                                                      |                                                        | Antoine, duca di Lorena e Bar                | René II, duca di Lorena e Bar                           |  |  |       |  |  |                                 |  |  |                                      |  |
|                                                      |                                                        | Antoine, duca di Lorena e Bar                | René II, duca di Lorena e Bar                           |  |  |       |  |  |                                 |  |  |                                      |  |
|                                                      |                                                        | Antoine, duca di Lorena e Bar                | Philippe de Gueldre                                     |  |  |       |  |  |                                 |  |  |                                      |  |
| Anne de Lorraine                                     |                                                        | Antoine, duca di Lorena e Bar                |                                                         |  |  |       |  |  |                                 |  |  |                                      |  |
|                                                      |                                                        | Renée de Bourbon-Montpensier                 | Gilbert de Bourbon, conte di Montpensier                |  |  |       |  |  |                                 |  |  |                                      |  |
|                                                      |                                                        | Renée de Bourbon-Montpensier                 | Gilbert de Bourbon, conte di Montpensier                |  |  |       |  |  |                                 |  |  |                                      |  |
|                                                      |                                                        | Renée de Bourbon-Montpensier                 | Chiara Gonzaga                                          |  |  |       |  |  |                                 |  |  |                                      |  |
| Charles Alexandre de Croÿ, marchese di Havré         |                                                        | Renée de Bourbon-Montpensier                 |                                                         |  |  |       |  |  |                                 |  |  |                                      |  |
|                                                      | Guillaume de Dompmartin, barone di Fontenoy-le-Château | Louis de Dompmartin                          |                                                         |  |  |       |  |  |                                 |  |  |                                      |  |
|                                                      | Guillaume de Dompmartin, barone di Fontenoy-le-Château | Louis de Dompmartin                          |                                                         |  |  |       |  |  |                                 |  |  |                                      |  |
|                                                      | Guillaume de Dompmartin, barone di Fontenoy-le-Château | Isabelle du Chastelet                        |                                                         |  |  |       |  |  |                                 |  |  |                                      |  |
| Louis de Dompmartin, barone di Fontenoy-le-Château   | Guillaume de Dompmartin, barone di Fontenoy-le-Château |                                              |                                                         |  |  |       |  |  |                                 |  |  |                                      |  |
|                                                      |                                                        | Anne de Neufchâtel, signora d'Ogevillers     | Ferdinand de Neufchâtel, signore di Narnay              |  |  |       |  |  |                                 |  |  |                                      |  |
|                                                      |                                                        | Anne de Neufchâtel, signora d'Ogevillers     | Ferdinand de Neufchâtel, signore di Narnay              |  |  |       |  |  |                                 |  |  |                                      |  |
|                                                      |                                                        | Anne de Neufchâtel, signora d'Ogevillers     | Magdalena von Vinstingen, signora di Vinstingen         |  |  |       |  |  |                                 |  |  |                                      |  |
| Diane de Dompmartin, contessa di Fontenoy-le-Château |                                                        | Anne de Neufchâtel, signora d'Ogevillers     |                                                         |  |  |       |  |  |                                 |  |  |                                      |  |
|                                                      |                                                        | Jean de La Marck, signore di Saulcy e Jametz | Robert II de La Marck, signore di Sedan                 |  |  |       |  |  |                                 |  |  |                                      |  |
|                                                      |                                                        | Jean de La Marck, signore di Saulcy e Jametz | Robert II de La Marck, signore di Sedan                 |  |  |       |  |  |                                 |  |  |                                      |  |
|                                                      |                                                        | Jean de La Marck, signore di Saulcy e Jametz | Catherine de Croÿ                                       |  |  |       |  |  |                                 |  |  |                                      |  |
| Philippe de La Marck                                 |                                                        | Jean de La Marck, signore di Saulcy e Jametz |                                                         |  |  |       |  |  |                                 |  |  |                                      |  |
|                                                      |                                                        | Hélène de Bissipat, viscontessa di Falaise   | Guillaume de Bissipat, visconte di Falaise              |  |  |       |  |  |                                 |  |  |                                      |  |
|                                                      |                                                        | Hélène de Bissipat, viscontessa di Falaise   | Guillaume de Bissipat, visconte di Falaise              |  |  |       |  |  |                                 |  |  |                                      |  |
|                                                      |                                                        | Hélène de Bissipat, viscontessa di Falaise   | Louise de Villiers de L'Isle-Adam, signora d'Evequemont |  |  |       |  |  |                                 |  |  |                                      |  |
|                                                      |                                                        | Hélène de Bissipat, viscontessa di Falaise   |                                                         |  |  |       |  |  |                                 |  |  |                                      |  |

## Scritti
- Memoires guerriers de ce qu'y c'est passé aux Pays Bas, depuis le commencement de l'an 1600 iusques a la fin de l'année 1606 (Antwerp, Hieronymus Verdussen 1642), Available on Google Books.